# 卡洛·鲁比亚

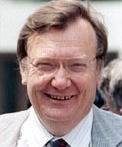
卡洛·鲁比亚

卡洛·鲁比亚（義大利語：Carlo Rubbia，1934年3月31日—），出生于戈里齐亚，意大利物理学家，因与西蒙·范德梅尔在歐洲核子研究組織共同发现W及Z玻色子而获得1984年诺贝尔物理学奖。

## 生平
鲁比亚在比萨大学和比萨高等师范学校学习物理。 他于1957年与Marcello Conversi一起毕业于宇宙射线实验专业。 1958年从比萨大学获得意大利博士学位（Laurea）。

## 奖项和荣誉
1984年12月，被提名为Cavaliere di Gran Croce 意大利共和国勋章(OMRI)。[16]
2013年8月30日，被总统乔治·纳波利塔诺任命为共和国参议院的终身参议员。
共有27个荣誉学位。
小行星8398 Rubbia以他的名字命名。 他当选为1984年皇家学会外国会员（ForMemRS）。
2015年9月，担任中国矿业大学可持续能源研究院院长。
2016年1月，获得2015年度中华人民共和国国际科学技术合作奖。